# Pull-marknadsföring
Pull-marknadsföring är en form av marknadsföring i vilken marknadsföringskommunikationen initieras av mottagarna. Där push-marknadsföring ämnar göra potentiella kunder medvetna om en produkt eller tjänst, är Pull Marketing-aktiviteter snarare riktade mot att locka kunder som letar efter att köpa. En pull-marknadsföringsstrategi innebär alltså en strategi där företag syftar till att möta efterfrågan på sina produkter och dra ("pull") konsumenter till just sin produkt. Samtidigt som push-metoder, eller "avbrytande marknadsföring", är lättare att implementera har dessa blivit allt mindre kostnadseffektiva i takt med att internetanvändare i mindre utsträckning låter sig nås av den sortens kommunikation.  
Termen pull-marknadsföring kommer från tillverkningsindustrin och supply chain management. Där innebär push att produktionen påbörjas av prognostiserad efterfrågan medan produktionen i ett pull-system initieras av faktisk efterfrågan i ett senare produktionsled. I marknadsföringssammanhang handlar det istället om kommunikationens utformning och valet av kommunikationskanal. En pullstrategi anpassar alltså kommunikationen efter potentiella kunders efterfrågan, medan en pushstrategi istället sprider budskapet till en bredare massa i hopp om att öka efterfrågan. Det förekommer även kombinationer av push och pull, där push-taktiker används för att sprida ett budskap, och pullstrategier används för att nå de individer som visade intresse av push-kommunikationen. 
Inom digital marknadsföring manifesterar sig detta i marknadsföringsaktiviteter som riktar kommunikationen till potentiella kunder som uttryckligen har ett behov. Ett exempel på detta är sökmotormarknadsföring, där företag synliggör den egna hemsidan på sökmotorers resultatsidor. När användare av sökmotorer väljer att göra en sökning visar de ett intresse av ämnet, alltså kan dessa individer antas ha en efterfrågan. 